# Сергиевка (Прохоровский район)
Сергиевка — село в Прохоровском районе Белгородской области. Входит в состав Петровского сельского поселения.

## География
Находится в северной части Белгородской области, в лесостепной зоне, в пределах юго-западного склона Среднерусской возвышенности, на правом берегу реки Донецкая Сеймица, на расстоянии примерно 14 километров (по прямой) к северо-востоку от Прохоровки, административного центра района. Абсолютная высота — 198 метров над уровнем моря.

### Климат
Климат характеризуется как умеренно континентальный, с относительно мягкой зимой и тёплым продолжительным летом. Среднегодовая температура воздуха — 5,4 °C. Средняя температура воздуха самого холодного месяца (января) — −9,2 °C; самого тёплого месяца (июля) — 16,4 — 24,3 °C. Безморозный период длится в среднем 155—160 дней. Годовое количество атмосферных осадков — 527—595 мм, из которых большая часть выпадает в тёплый период.

### Часовой пояс
Село Сергиевка как и вся Белгородская область, находится в часовой зоне МСК (московское время). Смещение применяемого времени относительно UTC составляет +3:00.

## История
Основана в 1798 году.
В 1798 году  Сергей Иванович Ильинский основал  сельцо Сергеевку, раскинувшуюся на правом берегу реки Донецкой Сеймицы, выведя из состава «села Рождественское Крюково тож». По данным переписи на 1885 год в сельце Сергиевке размещалось 45 дворов, в которых проживало 140 мужчин и 149 женщин. Входила она в Спасскую волость Старооскольского уезда и относилась к приходу Троицкой церкви села Журавка.
С приходом коллективизации в селе образовался колхоз «Веселая жизнь», который в 1950 году был объединён с колхозом «Новый Труд» (с. Васильевка) в один колхоз им. Шверника Петровского сельского совета, а позже слился с  колхозом им. Вышинского, Петровского сельского совета Скороднянского района Белгородской области.

## Население
| 2002 | 2010 |
| ---- | ---- |
| 60   | ↗61  |

### Половой состав
По данным Всероссийской переписи населения 2010 года в гендерной структуре населения мужчины составляли 50,8 %, женщины — соответственно 49,2 %.

### Национальный состав
Согласно результатам переписи 2002 года, в национальной структуре населения русские составляли 90 %.